# Городище-Косовское
Городи́ще-Ко́совское (укр. Городище-Косівське) — село, входит в Володарский район Киевской области Украины.
Население по переписи 2001 года составляло 219 человек. Почтовый индекс — 09300. Телефонный код — 4569. Занимает площадь 1,532 км².

## Местный совет
09353, Київська обл., Володарський р-н, с.Косівка, вул.30-річчя Перемоги,33